# Объёмный фактор
Объёмный коэффициент (Formation Volume Factor, коэффициент объёмного расширения) газа/нефти/воды — отношение объёма газа/нефти/воды в пластовых условиях (в м³) к объёму газа/нефти/воды, приведённого к атмосферному давлению и температуре 20 °C. 
```
измерения — м³/м³.
```

## Объёмный коэффициент нефти
Объёмный коэффициент нефти — безразмерная величина, характеризующая изменение объёма нефти в поверхностных условиях по сравнению с пластовыми.
Когда нефть попадает на поверхность, происходит следующее: 

1. Потеря массы — газ переходит из растворенного состояния в свободное, 

2. Снижение температуры — от пластовой температуры до 20 °C, 

3. Расширения — давление падает от пластового до атмосферного.
Объёмный коэффициент зависит от давления, температуры, состава нефти, однако наибольшее влияние оказывает газосодержание. Применяется при подсчёте запасов углеводородов объёмным методом и методом материальных запасов, а также при интерпретации гидродинамических исследований. Так, например, объёмный коэффициент 1.25 означает, что 1 м³ нефти на поверхности занимает 1.25 м³ в пластовых условиях, то есть:

{\displaystyle B={\frac {V_{k}}{V_{0}}}}

где {\displaystyle B} — объёмный коэффициент расширения,

{\displaystyle V_{k}} — объём нефти в пластовых условиях (в коллекторе),

{\displaystyle V_{0}} — объём сепарированной нефти в поверхностных условиях.

## Объёмный коэффициент газа
Аналогично используется объёмный коэффициент пластового газа, который существенно зависит от пластовых условий (давления и температуры):
{\displaystyle B={\frac {P_{0}}{P_{k}}}\cdot {\frac {T_{k}}{T_{0}}}\cdot Z_{k},}
где {\displaystyle B} — объёмный коэффициент пластового газа,
{\displaystyle P_{k}} и {\displaystyle T_{k}} — пластовые давление [ата] и температура [К] в коллекторе по абсолютной шкале,
то есть давление с учётом барометрического (на 1,033 кгс/см² больше манометрического),
а температура в кельвинах,
{\displaystyle P_{0}=1,033} ата и {\displaystyle T_{0}=293} K (+20 °C) — атмосферное давление и температура в нормальных (поверхностных) условиях,
{\displaystyle Z_{k}} — коэффициент сверхсжимаемости газа в пластовых условиях (в коллекторе), зависящий от состава пластового газа, его критических давления и температуры, пластовых давления и температуры.
Поскольку газ в пласте находится под большим давлением в сжатом состоянии, то объёмный коэффициент газа значительно меньше единицы (на промыслах порядка 0,01).

## Объёмный коэффициент воды
Объемный коэффициент воды {\displaystyle B} изменяется в очень ограниченных пределах (от 0,99 до 1,06) вследствие того, что растворимость газов в воде весьма мала. С увеличением давления объемный коэффициент воды уменьшается, а с повышением температуры увеличивается, что в пластовых условиях практически компенсирует друг друга. В расчетах можно принимать объемный коэффициент воды {\displaystyle B} =1,0.